# هل، لهستان
هل (به لاتین: Hel) یک شهرک در لهستان است که در استان پومرانی واقع شده‌است.

## خصوصیات
هل ۲۱٫۲۷ کیلومترمربع مساحت و ۳٬۸۹۸ نفر جمعیت دارد.

## نگارخانه

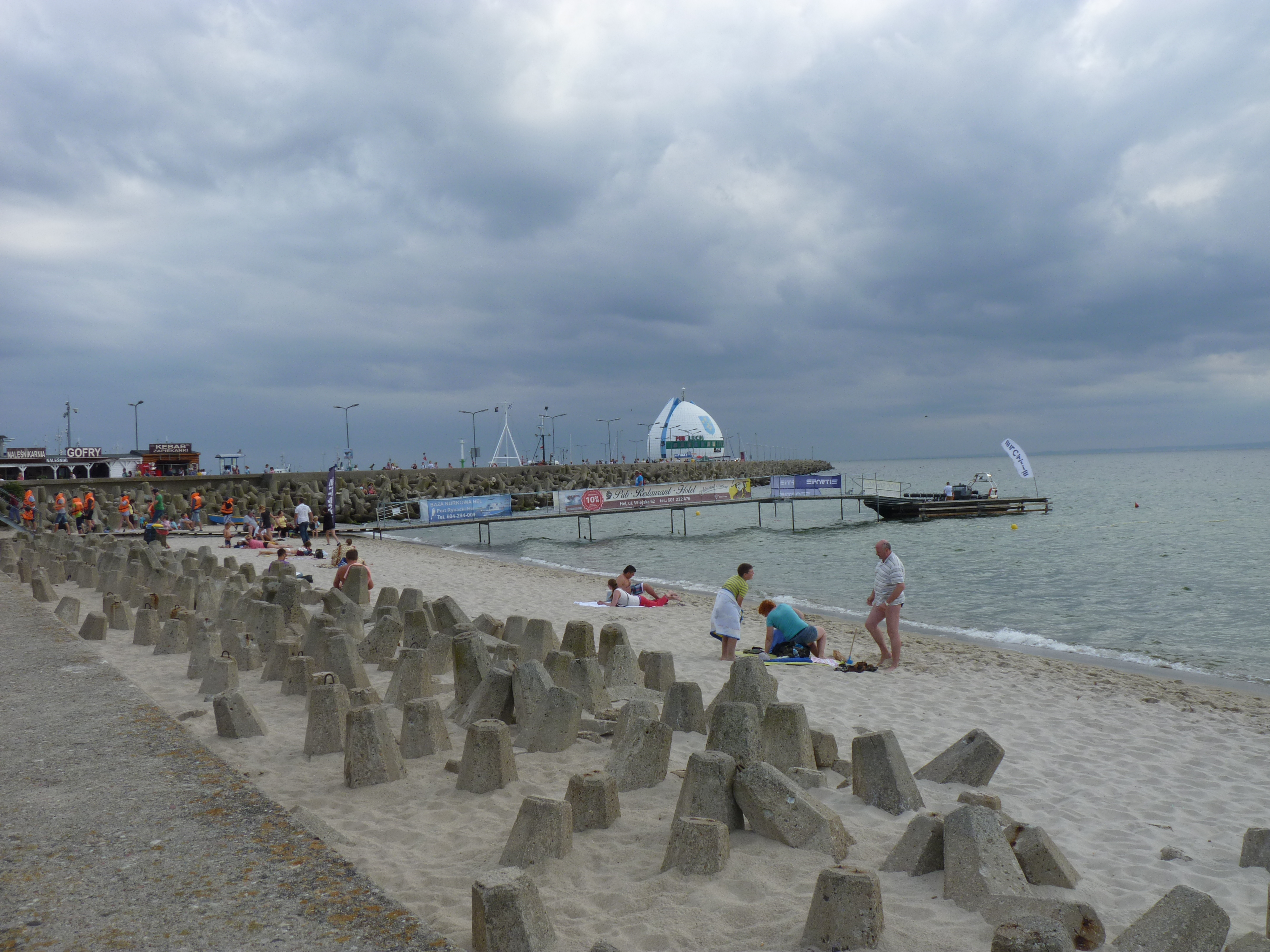
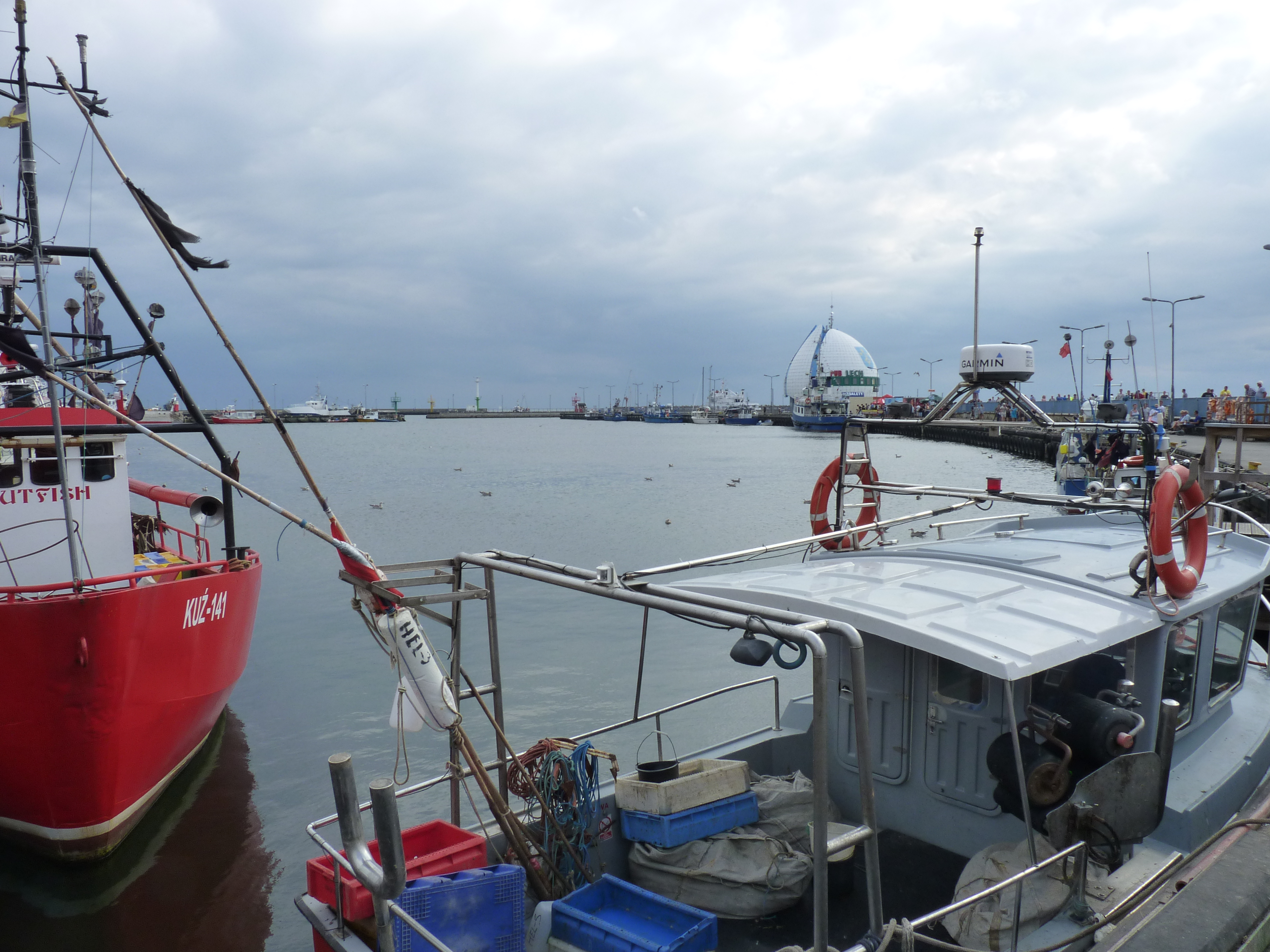
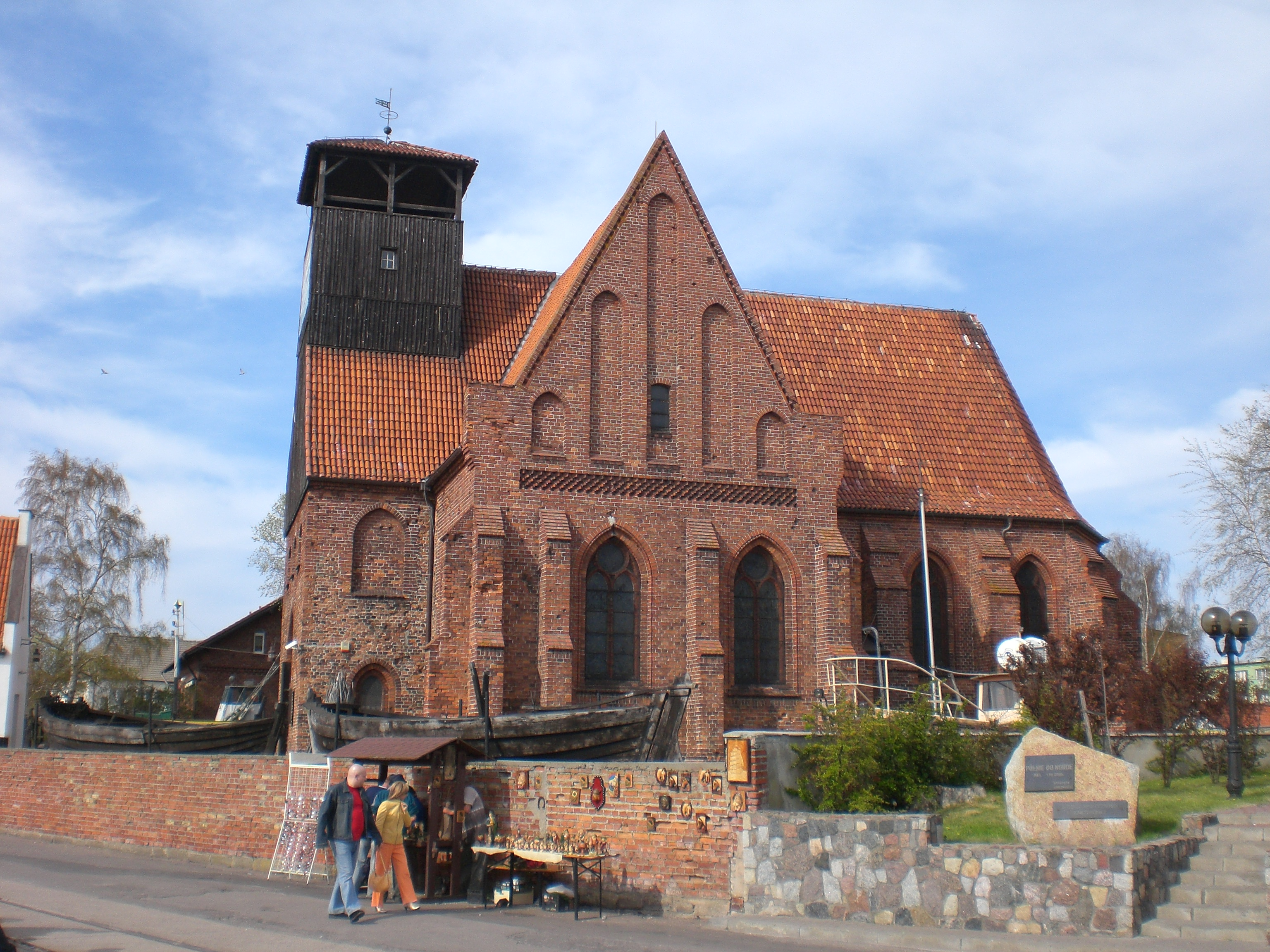
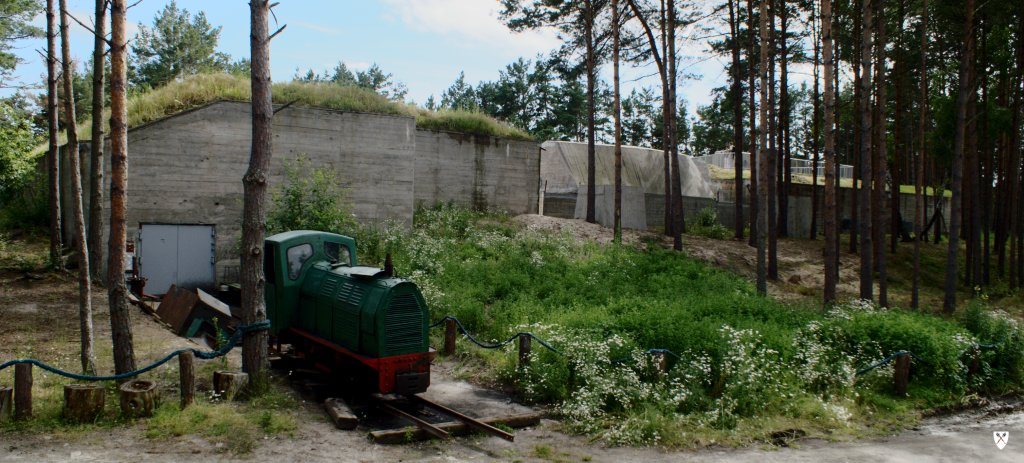
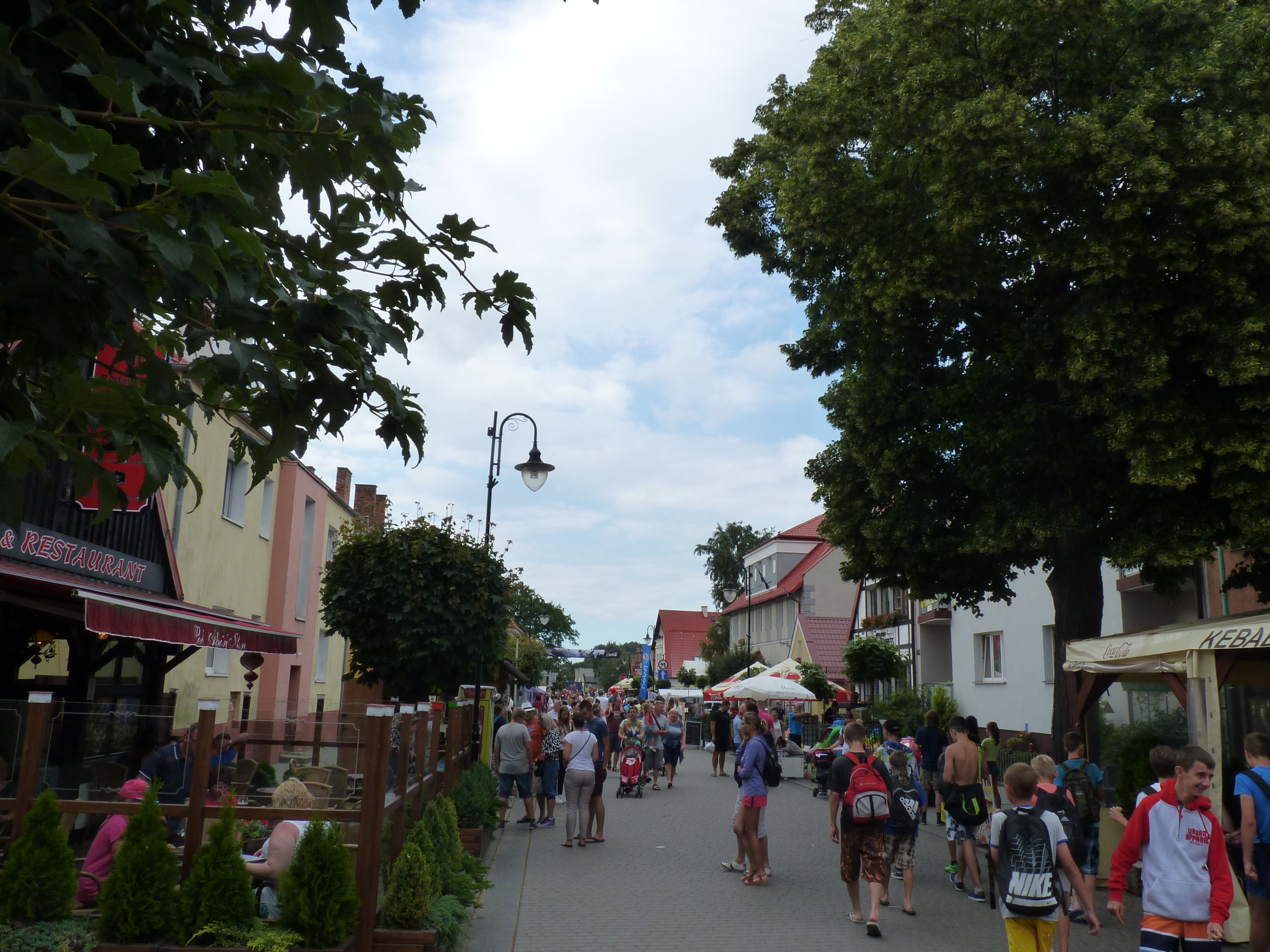
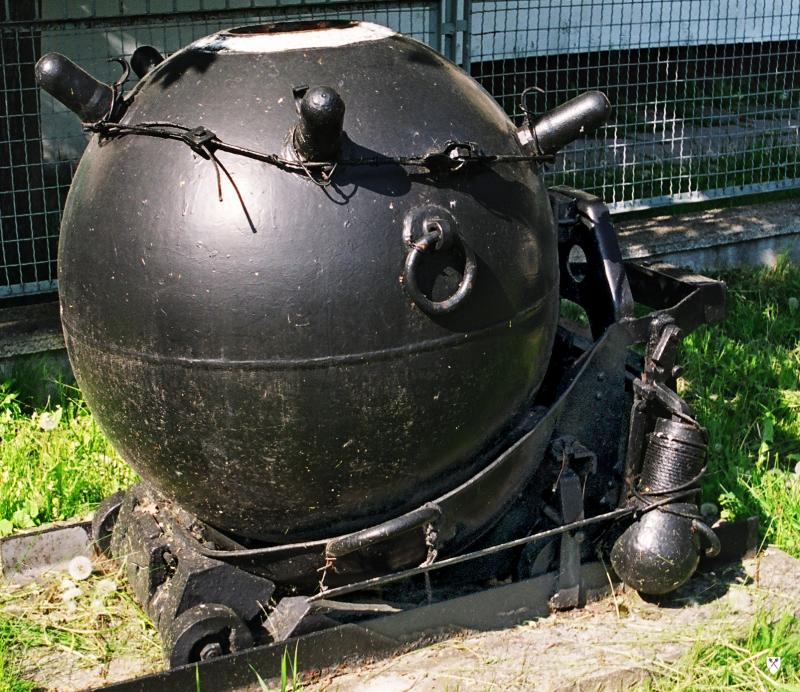
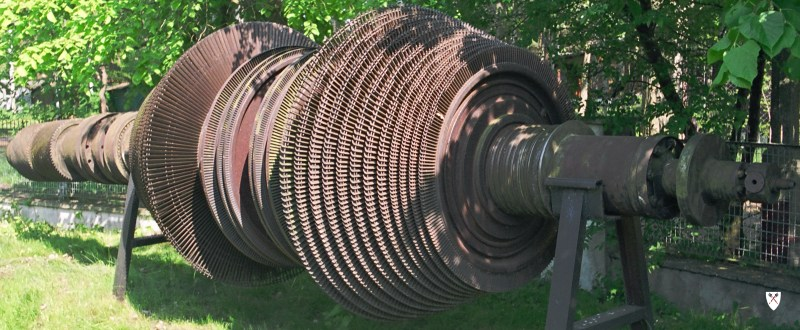